# Tonkinskij rajon
Il Tonkinskij raion (in russo Тонкинский район?) è un rajon dell'Oblast' di Nižnij Novgorod, nella Russia europea; il capoluogo è Tonkino.